# الرقابة على الإنترنت خلال الربيع العربي
تصاعدَت مستويات الرقابة على الإنترنت خلال الربيع العربي بل وصلت بعض الدول العربية حد قطع الاتصال بالإنترنت وذلك كتكتيك من أجل قمع الاحتجاجات. في حقيقة الأمر باتت كل حكومات دول العالم تعتمد على التكنولوجيا من أجل السيطرة على العُنف أو قمعه كما أصبحت لدى بعضها «كتائب إلكترونية» ترصد كل ما يتم نشره وتداوله على شبكة الإنترنت، بل إن أخرى ذهبت حد الاعتماد على فيالق إلكترونية الهدف منها «تزوير الحقائق» أو بالأحرى نشر أفكار الحكومة لا غير.
قامت حكومات كل من مصر، ليبيا وسوريا بقطع الاتصال بشبكة النت بشكل كلي وذلك في محاولة منها لقمع الاحتجاجات، أمّا في تونس فقد قامت حكومة زين العابدين بن علي باختراق حسابات فيسبوك المعارضين والناشطين في مجال حقوق الإنسان بالإضافة إلى مؤيدي الثورة ومؤيدي إسقاط النظام، في حين قامت حكومتي كل من السعودية والبحرين بإلقاء القبض على الناشطين والمدونين الذين قاموا بالتحريض على نظام الحكم أو حتى أولئك الذين حاولوا توثيق قمع الجيش للمعارضين السلميين؛ كما انتشرت بعض التقارير التي تُؤكد مقتل العديد منهم في السجون السعودية والبحرينية تحت طائلة التعذيب.
لقد كشفت التطورات منذ بداية الربيع العربي في عام 2010 العديد من النقاط الخفية، كما أثارت مسألة الوصول إلى الإنترنت لغطا وجدلا كبيرا داخل هذه المجتمعات؛ ليس هذا فقط فردُّ الحكومات خلال تلك الفترة برهن على سلطة الحكومات الاستبدادية وما قد تفعله في سبيل الحفاظ على عرشها.

## مصر

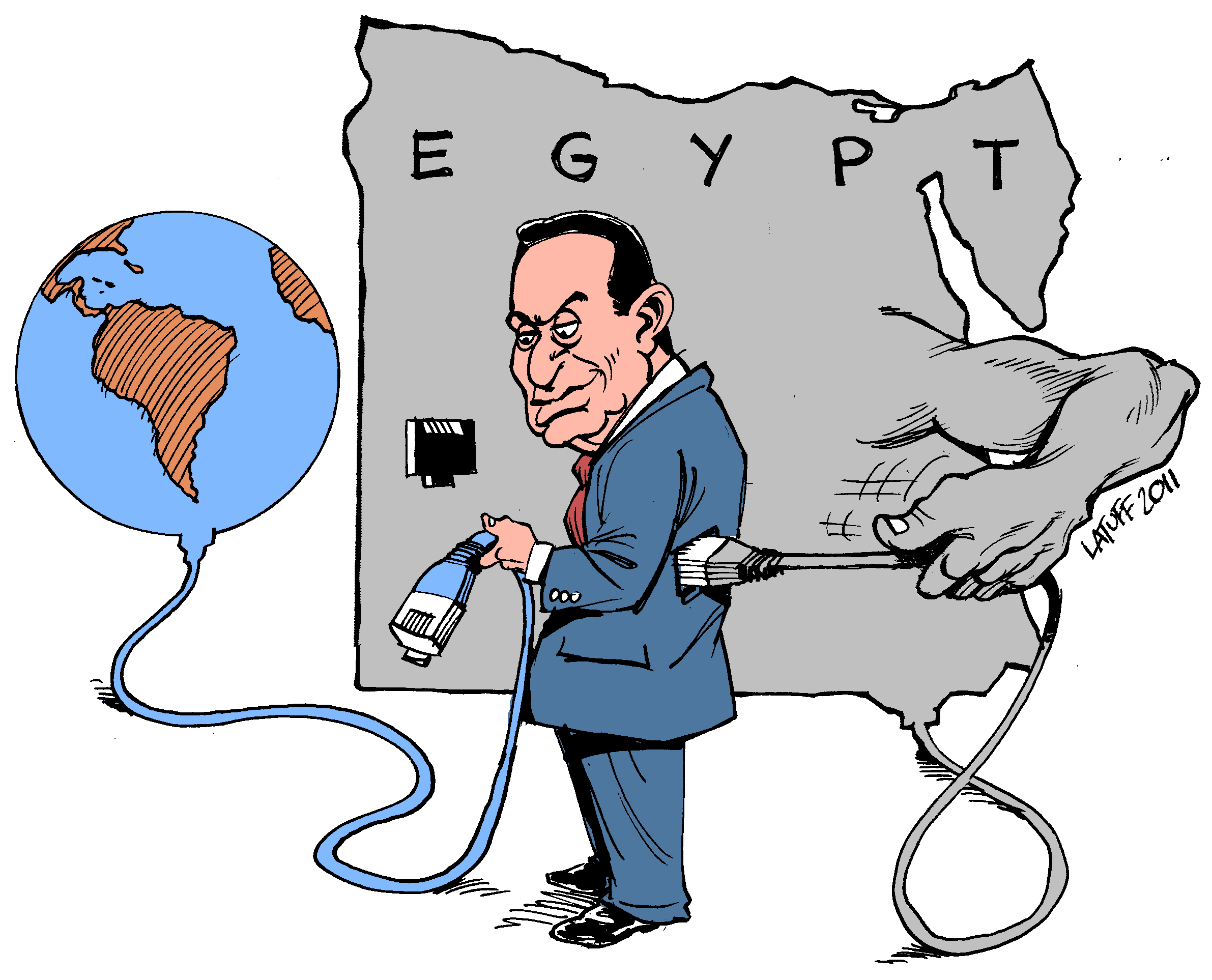
رسم كاريكاتيري للرسام البرازيلي كارلوس لطوف بعنوان:

في الأيام التي سبقت 27 كانون الثاني/يناير 2011 قامت الحكومة المصرية بحظر عدد متزايد من المواقع. في 25 كانون الثاني/يناير من نفس العام طلبت جهاز مباحث أمن الدولة من السلطات المعنية بالأمر حظر موقع تويتر ثم تمّ في اليوم التالي حظر فيسبوك هو الآخر. في ليلة 27 يناير قطعت الحكومة الإنترنت في كل أرجاء مصر، كما وقّفت خدمة الرسائل القصيرة. لم تكتف الحكومة بهذا فقط؛ بل قامت بمنع كل التطبيقات والبرامج التي تعتمد على تقنية الصوت عبر بروتوكول الإنترنت الذي يُعرف اختصارا باسم فويب (بالإنجليزية: VOIP)‏ بما في ذلك تطبيق واتساب للهواتف النقالة.
في تلك الفترة تمكنت الحكومة المصرية من التحكم في المعلومات التي تحصل عليها وكالات الأنباء المحلية والدولية ثم واصلت حكومة مبارك فرض رقابة صارمة ومشددة على كل ما قد يُسرب المعلومات خارج البلد. بالرغم من كل هذا فلم تتمكن الحكومة من منع الوصول إلى مواقع أخرى مثل جوجل، مايكروسوفت وياهو كون هذه الخوادم تحتفظ بخوادم لها في عشرات البلدان حول العالم بما في ذلك تلك القريبة من مصر نفسها. خلال الثورة المصرية كانا هناك أربع شركات تُقدم خدمة الإنترنت (ISPs) وحاصلة على رخصة من الدولة وهي: فودافون مصر، المصرية للاتصالات ثم اتصالات مصر. أمرت الحكومة حينها كل هذه الشركات بمنع المكالمات الهاتفية، فانصاعت الأربعة للأوامر بما في ذلك شركة فودافون التي يقع مقرها في لندن. ذكرت الشركة على موقعها على الإنترنت أنها قد اضطرت لقطع خدمتها في في مناطق معينة ولم يكن لديها خيار آخر غير هذا. جدير بالذكر هنا أن شركة ناروس الأمريكية قد باعت حكومة مبارك معدات المراقبة التي ساعدت على تحديد المنشقين والثوار والمعارضين.
تضررت الطبقة المتوسطة من المصريين بسبب حجم الإنترنت فلم يعد لديها صبيب في المنازل، وردا على النقص الحاد في المعلومات خرج العديد من المواطنين للشوارع لمعرفة ما كان يحدث. استهدف الجيش المصري أحد المباني في شارع رمسيس بالقاهرة على وجه التحديد وذلك بسبب احتوائه على نقطة اتصال تستخدمها خمس شركات في مصر كما قطعت الكهرباء عن الراوتر.
في 2 شباط/فبراير 2011 ذكرت بي بي سي أن فيسبوك وتويتر عادا للعمل لكن ببطئ شديد ناهيك على أن مقدمي خدمات الإنترنت في مصر لا زالوا يُحاولون العمل على إعادة التشغيل دون مواجهة غضب الحكومة من جديد. أكدت شركة أربور نتوركس أيضا أن مصر قد استعادت الوصول إلى الإنترنت في حوالي الخامسة والنصف من صباح يوم 2 فبراير. أمّا منظمة التعاون الاقتصادي والتنمية فقد قدرت تكلفة انقطاع الإنترنت في حدود 90 مليون دولار ثم أكدت على أن هذا المبلغ كان يُمكن استخدامه في تعزيز الاتصالات السلكية واللاسلكية وخدمات الإنترنت حتى تُصبح الجمهورية في مصاف الدول المتقدمة في هذا المجال.

## ليبيا
في منتصف شباط/فبراير من عام 2011 قطعت الحكومة الليبية بقيادة الزعيم معمر القذافي الوصول إلى الإنترنت والمكالمات الهاتفية الدولية في شرق ليبيا ردا على الاحتجاجات العنيفة التي اندلعت هناك، لكن وبالرغم من ذلك فقد تسربت الأخبار عبر بغض مواقع الويب التي لم يشملها المنع لكنها كانت تعمل ببطئ كبير مثل سكايب وإم إس إن.
في ليلة الجمعة 18 فبراير 2011 قطعت الحكومة خدمة الإنترنت على كامل التراب الليبي وبقيت منقطعة حتى الساعة الثامنة صباحا من يوم السبت حين بدأ يتم استعادة الخدمة جزئيا. قُطعت الخدمة مرة أخرى في حوالي الساعة العاشرة من مساء اليوم التالي واستمرت أزيد من 8 ساعات وهي على الحالة ذاتها. استعادت البلاد الوصول للشبكة يوم الأحد لكن وبالرغم من ذلك فقد كان الوصول لمواقع التواصل صعبا للغاية باستثناء البحث في الموقع الشعبي جوجل الذي كان سهلا نوعاً ما.
في تلك الفترة انتشرت بعض الأخبار التي تُفيد بأن الحكومة قد حجبت الإنترنت في شهر آذار/مارس من أجل منع بث الاحتجاجات المناهضة للحكومة والتي كانت يُتفق على حيثياتها من خلال مواقع التواصل. ذكرت شركة أربور نتوركس التي يقع مقرها في الولايات المتحدة أن جميع حركة المرور على الإنترنت في ليبيا قد توقفت ابتداء من ظهر يوم الخميس 3 مارس/آذار، كما وصفت هذا الحجب بأنه «أخطر من الحظر الأول» كون الحكومة قامت فيه بإغلاق خوادم الإنترنت بشكل كلي بدل منع حركة البلوك هولد لا غير.
في بادئ الأمر؛ لم يكن سبب الإغلاق واضحا إلا أن جيم كوي الرئيس التنفيذي لشركة تكنولوجيا الإنترنت قد قال: «استمر انقطاع لساعات قبل أن تستأنف الخدمة لكنها كانت بطيئة طبعا ... طبعا الحكومة لن تُقدم التفسيرات الحقيقية بل ستدعي أن هناك مشاكل في الطاقة أو أي نوع آخر من مشاكل الهندسة.» جادل البعض من خلال التأكيد على أن إغلاق خدمة الإنترنت في ليبيا لم يكن ذو تأثير كبير مقارنة بما هو الأمر عليه في مصر أو بلدان عربية أخرى وذلك بسبب أن عدد قليل نسبيا من الليبيين هن من لهم إمكانية الوصول إلى الإنترنت. وتفيد مجموعة أبحاث مبادرة أوبين نيت إلى أن حوالي 6 في المئة فقط من الليبيين هم من يتوفرون على صبيب إنترنت ثابت أو نقال مقارنة ب 24 في المئة في مصر. ومع ذلك فقد لاحظ جيليان يورك منسق مبادرة أوبن نيت أن العدد القليل من الليبيين الذين كانوا قادرين على الوصوا لخدمة النت قد لعبوا دوراً مهماً وخلقوا رأيا عاما أيضا. أمّا ليسلي هاريس رئيس مركز الديمقراطية والتكنولوجيا فقد ذكر أن حجب الإنترنت من شأنه أن يجعل الأمر أكثر صعوبة بالنسبة للليبيين وخاصة في العاصمة طرابلس كما سيمنعهم من تلقي تحديثات حول حالة الاحتجاجات في جميع أنحاء البلاد.

## سوريا
راقبت الحكومة السورية عن كثب تحركات كل «المنشقين» على الإنترنت، ففي أيار/مايو 2011 لاحظ النشطاء السوريون أن وزارة الاتصالات قد استفادت بشكل كبير من موقع فيسبوك في حين ذهب آخرون إلى التأكيد على أن الحكومة استطاعت -من خلال طريقة من الطرق - الوصول لكلمات مرور ورسائل بعض الناشطين والمعارضين السياسيين. تبيّن في وقت لاحق أن الحكومة استطاعت فعليا سرقة الكثير من الحسابات من خلال عدة طُرق لعلّ أبرزها طريقة الخداع الالكتروني والتي اعتمدت فيها على تصيد حسابات النشاطين من خلال دفعهم للولوج لبعض المواقع المشبوهة أو بالأحرى الملغمة وهناك يتم سرقة تفاصيل الحساب دون علم صاحبه.
نشبت في أيلول/سبتمبر 2011 معركة على الإنترنت معركة بين مؤيد للحكومة وجماعات أخرى مناهضة؛ جذبت هذه المعركة اهتمام وسائل الإعلام المحلية والدولية خاصة بعد تأسيس مجموعة الجيش السوري الإلكتروني الموالية للحكومة والتي استخدامت الإنترنت في الهجوم على المعارضة منذ وقت مبكر من الانتفاضة. قامت المجموعة أيضا باختراق عدد من مواقع المنظمات التي تنتقد أو تعارض الحكومة كما حاولت تشويه صفحاتها الرئيسية.
في 26 سبتمبر 2011 قام قراصنة يدعمون الرئيس بشار الأسد باخترق الموقع الرسمي لجامعة هارفارد واستبدلوا صفحة الموقع الرئيسية بصورة للأسد جنبا إلى جنب مع رسالة يتهمون فيها الولايات المتحدة بدعم الثوار السوريين، ثم هددوا بالانتقام في حالة ما واصلت أمريكا ما تقوم به. على الرغم من عدم وجود أدلة ملموسة تُبرهن على أن الجيش السوري الإلكتروني يتبع مباشرة إلى حكومة بشار الأسد؛ إلا أن تصرفات الكتيبة الإلكترونية تُؤكد ذلك. في 20 حزيران/يونيو من عام 2011 أشاد بشار نفسه بما قام به الجيش الإلكتروني ووصفه بأنهه «جيش حقيقي في واقع افتراضي».
بدأ قراصنة الإنترنت المؤيدين لبشار تقديم إرشادات ونصائح حول كيفية استخدام هجمات الحرمان من الخدمات (دوس) من أجل شن هجوم على المواقع الحكومية المُعارضة. طوّرت الكتيبة الإلكترونية فيما بعد برنامج خبيثا سمته «بندر اللعين 1.0» واستهدفت من خلال خمس مواقع رسمية لقنوات عربية وعالمية وهم: الجزيرة، بي بي سي، الفضائية السورية، أورينت نيوز ثم قناة العربية. ومن المفارقات أن العديد من المتسللين قد استخداموا هذا البرنامج من أجل استهداف المواقع الموالية للحكومة السورية.
ذكر حلمي نورمان من مدرسة مونك للشؤون العالمية في تورونتو بكندا أن «الأسد نفسه قد فتح عام 1990 -قبل أن يصبح رئيسا- مجتمع لخبراء الكمبيوتر من سوريا وذلك لمواجهة المعارضة ودعم والده.» تطوّرت هذه المجموعة في وقت لاحق وصارت تُعرف باسم الجيش السوري الإلكتروني وهذا ما يوضح طبيعة العلاقة بين هذا الجيش وبين الرئيس بشار.
في 3 يونيو/حزيران نشرت جريدة واشنطن بوست مقالاً ذكرت فيه أن الوصول إلى الإنترنت في سوريا بات من المستحيل بعدما تعمدت الحكومة قطعه وذلك بسبب نزول أزيد من 50.000 من المتظاهرين إلى الشوارع مطالبين الرئيس الأسد بالتنحي. على الرغم من أن الوصول إلى الإنترنت كان محظورا حينها فقد ذكرت نيويورك تايمز أن أكثر من 30 من متظاهرا قد قُتلوا في ذلك اليوم. جدير بالذكر هنا أن تقريرا لشركة جوجل أظهر انخفاضا حادا في استخدام الإنترنت في سوريا يوم 3 حزيران/يونيو 2011. في 4 حزيران/يونيو 2011 أدانت وزيرة الخارجية الأمريكية هيلاري كلينتون النظام السوري بسبب قطعه الاتصال بالنت، كما أكدت على أن الولايات المتحدة تقف لجانب حقوق الإنسان بما في ذلك حرية التعبير، ثم دعت جميع الحكومات إلى احترام هذا الحق.

## تونس
تتميز الدولة التونسية بتوفرها على أنظمة إنترنت بتكلفة أقل مقارنة بدول شمال أفريقيا. لكن وبالرغم من ذلك فقد شددت الحكومة الخناق على هذا القطاع إبان حكم الرئيس زين العابدين بن علي -يعتبره الكثير من مواطني تونس ديكتاتوراً- الضي سعى إلى منع الوصول إلى الإنترنت في جميع أنحاء البلاد فقام بفرض رقابة صارمة على المحتوى على شبكة الإنترنت؛ كما اعتمد على العديد من اللجان والخبراء من أجل «تسييس المحتوى» فسمح للبعض بالمرور فيما منع الآخر. علّلت الحكومة التونسية حينها فعلتها هذه بسبب ما قام به بعض الصحفيين من إهانة للرئيس عبر نشر مواد معيبة وتكدير النظام بالإضافة إلى نشر الأخبار الكاذبة. هذا وتجدر الإشارة إلى أن الحكومة التونسية سبق وأن أحالت المحامي محمد عبو عام 2005 إلى القضاء فتمّ الحكم عليه بالسجن لمدة ثلاث سنوات ونصف وذلك بسبب اتهامه الحكومة ذاتها بتعذيب السجناء.
في أواخر عام 2010 اعترف جو سوليفان المسؤول الأمني من موقع التواصل الاجتماعي فيسبوك أن الحكومة التونسية حاولت تعتيم فيسبوك كما حاولت تصفية الأخبار وذكر أيضا: «حصلنا على تقارير خاصة أكدت لنا ما قامت به الحكومة من أجل مواجهة موجة الاحتجاجات الشعبية، لقد حاولت الحكومة إعادة تعيين عناوين الآيبي في تونس لكنها فشلت في ذلك فاضطرت في وقت لاحق إلى فرض رقابة على الإنترنت وبخاصة فيسبوك ثم قامت فيما بعد كلمات السر الخاصة ببعض النشطاء والمعارضين.»
لقد لعب فيسبوك دوراّ كبيراً في الثورة التونسية؛ ووفقا للمحلل التقني جيليان يورك من مركز بيركمان للإنترنت فإن المدونين والناشطين كان بإمكانهم تحميل مقاطع الفيديو على فيسبوك ليراها ملايين الأشخاص عبر العالم في الوقت التي قامت فيه الحكومة بحظر معظم مواقع تبادل ملفات الفيديو.
بعد تحقيقات مكثفة، اكتشف سوليفان وفريقه أن الحكومة عملت على زرع برمجيات خبيثة كانت قادرة على تسجيل كلمات المرور على عدة مواقع بما في ذلك فيسبوك، أكد سوليفان أيضا على أن هذه القضية هي «قضية أمنية» وليس «قضية سياسية». اتُهم سوليفان فيما بعد بالتساهل مع الحكومة التونسية وردا على ذلك قرر موقع فيسبوك زيادة التوثيق الأمني من خلال طلب التعرف على صورة الأصدقاء عند محاولة تسجيل الدخول.

## السعودية
طالما كان هناك الوصول إلى الإنترنت وزيارة كل المواقع دون حضر أو منع أمراً صعباً في السعودية التي تفرض رقابة على الإنترنت على نطاق واسع. أسّست المملكة لجنة اتصالات وتكنولوجيا المعلومات التي تعمل على مراقبة ما يدور في الإنترنت كما تعمل على حذف المقاطع الإباحية وتحاول غلق كل المواقع المنافية للشريعة الإسلامية أو تلك التي تدعوا لإسقاط الحكومة وما إلى ذلك. ومع ذلك فقد أكد المستشار السعودي خالد بهاء الدين أن الحكومة السعودية لا تقوم بكل هذا من تلقاء نفسها بل يدعمها في ذلك قطاع عريض من الشعب بما في ذلك الشخصيات الدينية والطلاب الذين يميلون إلى التبليغ عن كل المواقع التي يرونها منافية؛ كما يُؤكد نفس المستشار التقني على أن «أن هناك شعور أخلاقي يلزم الناس بالمطالبة بحجب مثل هذه المواقع.» في الحقيقة تُعارض الدول الغربية «المُتفتحة» وبشدة فرض الرقابة على الإنترنت إلا أن الحكومة السعودية ترى العكس كما ترى أن هناك ضرورة مُلحة تسوجب فرض الرقابة من أجل منع المواد الإباحية من الانتشار ومن أجل مواجهة المواقع «المُتشددة».
بعد الاحتجاجات التي بدأت في أوائل عام 2011؛ دعا المتظاهرون عبر موقعي فيسبوك وتويتر إلى ما سموه «يوم الغضب»؛ حيث قرروا هناك مكان التجمع والعبارات التي سيرددونها وما إلى ذلك من خُطط. تقرّر في النهاية عقد الاحتجاجات يوم 11 آذار/مارس من عام 2011، لكن الجموع الغفيرة من المُحتجين تفاجأت بعد قيام الشرطة السعودية بمداهمة منازل داعمي ومؤيدي الاحتجاجات واعتقالهم على خلفية نشرهم لمواد على حساباتهم الرسمية في مواقع التواصل. في 2 مارس/آذار من نفس العام انتشرت أخبار تُؤكد اعتقال السلطات في السعودية لأحد المنظمين الرئيسيين «ليوم الغضب» وهو فيصل أحمد. انتشرت في وقت لاحق تقارير تُؤكد مقتل فيصل على يد قوات الأمن تحت طائلة التعذيب وذلك بسبب منشوراته على تويتر. ادعى أيضا نشطاء الموقع أن السلطات قد أخفت جثة فيصل أحمد من أجل عدم إثارة غضب شعبي جديد ضدها.

## البحرين
خلال فترة الربيع العربي؛ أدانت عشرات الحكومات والمنظمات والجمعيات الدولة بما في ذلك هيومن رايتس ووتش ومنظمة العفو الدولية دولة البحرين بسبب الرقابة التي فرضتها على الإنترنت وبسبب انتهاكاتها المستمرة والمتكررة لحقوق الإنسان. في 2 نيسان/أبريل 2011 اعتقلت السلطات البحرينية المدون زكريا العشيري الذي كان قد فتح موقع أخبار خاص به ركز فيه على حقوق الإنسان داخل البحرين. وجهت له السطات تهم لا علاقة بما كان يقوم به مثل العمل على نشر وترويج العلمانية ثم التحريض على الكراهية ضد الحكومة. اعتُقل العشير بطريقة تعسفية -بل وُصفت بالهمجية من قِبل بعض الشهود العيان- ثم تم إيداعه السجن قبل أن توافيه المنية بعد أسبوع واحد من يوم الاعتقال. زعمت السلطات حينها أن المدون قد توفي جراء مضاعفات بسبب فقر الدم المنجلي، بيد أن الصور التي تسرّبت أظهرت كدمات في جميع أنحاء جسده كما أظهرته في حالة يُرثى لها مما دفع بالكل إلى الاعتقاد أن سبب الوفاة ناجم عن كمية الضرب التي تلقاها أثناء احتجازه. أثار خبر وفاة العشيري غضب المجتمع الدولي كما أثارت صوره استنكارا من قِبل الكثير من المنظمات الحقوقية غير الحكومية. لم تكتفِ السلطات البحرينية باعتقال العشيري وحده بل امتدت الحملة إلى عددٍ من المدونين والناشطين أمثال فاضل عبد الله علي المرزوق، علي حسن سلمان الستراوي، هاني مسلم محمد الطائف، عبد الجليل السنكيس، المجتبى سلمات وحسين عباس سالم. كما امتدت الحملة إلى الصحفيين الذين كانوا يعملون على توثيق الأحداث ونشرها في وقت لاحق على مواقع الويب أو على الأقل إرسالها إلى وكالات الأنباء، ففي 17 آذار/مارس 2011 مجموعة مصورين كانوا يعملون على توثيق الثورة ضد النظام الحاكم ثم عادت السلطات لتعتقل مصورا آخر يوم 28 آذار/مارس 2011 بسبب التقاطه لصور المظاهرات في ميدان اللؤلؤة ونشرها على حسابه في موقع فيسبوك. في 28 آذار/مارس 2011 ذكرت الفدرالية الدولية لحقوق الإنسان أن المدعي العسكري العام في البحرين أصدر مرسوما يقضي بعدم نشر أي معلومات عن التحقيقات التي تجريها النيابة العسكرية، وهذا ما جعل عمل المنظمات أكثر استحالة في ظل هذا التكتم عن انتهاكات حقوق الإنسان. في عام 2012 أضافت منظمة مراسلون بلا حدود البحرين إلى قائمة الدول التي تعتبرها «أعداء الإنترنت».